# 값싼 도주
《값싼 도주》(A Jitney Elopement)는 1915년에 미국에서 촬영된 찰리 채플린의 단편 영화이다. 채플린은 여기서 연인과 결혼하기 위하여 부자로 위장을 하였으나 들켜서 자동차로 도주를 한다. 대부분의 영화는 샌프란시스코에서 촬영되었다.

## 출연진
- 찰리 채플린 - 리틀 트램프
- 에드나 퍼바이언스 - 에드나
- 레오 화이트 - 백작
- 어니스트 밴 펠트 - 에드나의 아버지
- 로이드 베이컨 - 젊은 집사 / 경찰
- 패디 맥과이어 - 늙은 집사 / 경찰
- 버드 제미슨 - 경찰봉을 든 경찰